# Американо-зимбабвийские отношения
Американо-зимбабвийские отношения — двусторонние отношения между США и Зимбабве. Вскоре после провозглашения независимости эта африканская страна стала получать значительную американскую помощь. С начала 2000-х годов двусторонние отношения складываются очень тяжело, так как США ввели санкции против президента Зимбабве Р. Мугабе, но при этом продолжают оказывать стране гуманитарную помощь. Взаимный товарооборот двух стран невелик и имеет тенденцию к снижению за счет сокращения зимбабвийского экспорта.

## История
Вскоре после того, как Зимбабве получила независимость, США начали активно помогать этой стране, пострадавшей в ходе гражданской войны. К 1986 году США выделили на помощь Зимбабве более 380 млн долларов. Однако уже в 1986 году США свернули большинство двусторонних программ под предлогом «нецивилизованных и недипломатичных заявлений правительства Зимбабве в ООН и в других местах». Вероятно недовольство американской стороны вызвало сближение президента Зимбабве Р. Мугабе с маоистским Китаем. Кроме того, правительство Зимбабве активно критиковала США за отказ ввести санкции против ЮАР, проводившей политику апартеида. Ухудшение отношений было кратковременным и уже в 1988 году США возобновили все программы помощи. Следующий период обострения двусторонних отношений начался в декабре 2001 года, когда Конгресс США принял «Закон о демократии и экономическом восстановлении Зимбабве». Этот документ предусматривал ряд санкционных мер против Зимбабве в связи с «плохим экономическим управлением» в этой стране, «антидемократических практиках», а также в связи с вмешательством Хараре во Вторую конголезскую войну. Теперь представители США должны были голосовать против выделения Зимбабве любых кредитов при принятии решений в международных финансовых организациях, таких как МВФ, Международный банк реконструкции и развития и другие. Поскольку в этих международных финансовых институтах США могут блокировать почти любое решение, то Зимбабве был закрыт доступ к получению международных кредитов. На этот момент Зимбабве уже не могла получать кредиты от этих учреждений, так как имела непогашенные старые долги. В 2003 году санкции США были усилены — президент Дж. Буш ввел санкции против 77 зимбабвийских граждан, причастных к нарушениям прав человека. В ноябре 2005 года санкции были расширены — в список теперь входили 128 человек и 33 компании. Их счета были заморожены, с ними запрещалось заключать практически все сделки, а американским гражданам, которые нарушат запреты в отношении включенных в этот список грозило до 10 лет лишения свободы. В июле 2008 года Дж. Буш издал распоряжение, дающее право министру финансов после консультаций с Государственным секретарем США блокировать имущество любого лица, причастного к нарушениям прав человека в Зимбабве. Это распоряжение вышло вскоре после того, как в июне 2008 года во втором туре на безальтернативной основе президентом Зимбабве стал Р. Мугабе, а победитель первого тура выборов, лидер оппозиции М. Цвангираи снял свою кандидатуру под предлогом запугивания властями его сторонников. В июле 2009 года М. Цвангираи встретился с новым президентом США Б. Обамой. В 2008 году США вместе с другими странами внесли проект резолюции о введении санкций против Зимбабве в Совет безопасности ООН, но он был заблокировал Россией и Китаем. США проводят последовательно жесткую санкционную линию против режима Р. Мугабе, в отличие от Евросоюза, который к 2015 году снял все санкции против Зимбабве (кроме самого Р. Мугабе, его жены и оборонной компании). К 2014 году в санкционном списке США по Зимбабве значились 113 человек и 70 организаций.

## Торгово-экономическое сотрудничество
Во внешней торговле Зимбабве, ориентированной традиционно на соседнюю ЮАР и с 2000-х годов также на Китай, роль США невелика. Объем американо-зимбабвийской торговли в 2000—2013 годах сократился со 164,8 млн долларов до 74,4 млн долларов, причем американский экспорт в Зимбабве за этот период вырос со 52,3 млн долларов до 60,5 млн долларов.
Основные товары экспорта Зимбабве в США (на 2013 год, общая стоимость экспорта — 13,9 млн долларов): черные металлы (4 млн долларов), табак (2 млн долларов), кофе (2 млн долларов), кожевенное сырье (1 млн долларов), игрушки и игры (0,7 млн долларов).
Основные товары импорта Зимбабве из США (на 2013 год, общая стоимость импорта — 60,5 млн долларов): машинное оборудование (13 млн долларов), продукты фармацевтической промышленности (12 млн долларов), автомобили (6 млн долларов), оптические и медицинские инструменты (4 млн долларов), электротехника (3 млн долларов).

## Гуманитарное сотрудничество
США традиционно является одним из крупнейших доноров гуманитарной помощи для Зимбабве. Причем поставкам помощи (в основном, через такие организации как ЮНИСЕФ) не мешает даже наличие жестких санкций против режима Р. Мугабе. Только за 2001—2014 годы США выделили на гуманитарные цели около 1,1 млрд долларов.